# Латински рат
Латински рат се од 340. п. н. е. до 338. п. н. е. водио између Римске републике и њених побуњених савезника из Латинског савеза. Рат је завршио римском побједом након које је Латински савез распуштен, а територија његових чланова дошла под непосредну римску власт.
Повод за побуну латинских савезника био је римски успјех у Првом самнитском рату 341. п. н. е., након које се римска власт била проширила на богату Кампанију. Сљедеће године је делегација латинских савезника дошла у Рим тражити да се Савез трансформира тако да на себе преузме овласти Римске републике, односно да грађани савезничких градова стекну право избора у Сенат, односно друге римске институције. Када су Римљани то одбили, дошло је до побуне међу Латинима којима су се прикључили Кампанијци. Римљанима је остало вјерно једино латинско племе Лаурентес, односно кампанијски витезови (equites).
Римљане је из неповољне ситуације извукао брзо склопљени савез са Самнитима, њиховим досадашњим непријатељима, исто као и драконске мјере којима је конзул Тит Манлије увео дисциплину у римску војску. Те су мјере уродиле плодом када је године 340. п. н. е. латинско-кампанијска војска поражена у бици код Везува. Годину дана касније су латински побуњеници поражени у бици код Трифанума.
Иако су нека латинска племена наставила дуго година пружати отпор, Латини су се морали помирити с нестанком Савеза, као и с римском влашћу. Неки латински градови су, пак, добили статус муниципијума, односно били претворени у римске колоније, поставши тако дио римске државе.